# Zaozhuang
Zaozhuang, tidigare romaniserat Tsaochwang, är en stad på prefekturnivå i Shandong-provinsen i norra Kina. Den ligger omkring 190 kilometer söder om provinshuvudstaden Jinan.

## Administrativ indelning
Zaozhuang är indelat i fem stadsdistrikt och en stad på häradsnivå:
- Stadsdistriktet Shizhong (市中区)
- Stadsdistriktet Xuecheng (薛城区)
- Stadsdistriktet Shanting (山亭区)
- Stadsdistriktet Yicheng (峄城区)
- Stadsdistriktet Tai'erzhuang (台儿庄区)
- Staden Tengzhou (滕州市)

## Klimat
Genomsnittlig årsnederbörd är 1 224 millimeter. Den regnigaste månaden är juli, med i genomsnitt 241 mm nederbörd, och den torraste är januari, med 11 mm nederbörd.